# 2008年夏季奥林匹克运动会几内亚代表团
2008年夏季奥林匹克运动会海地代表团会参加2008年8月8日至24日在中国北京主办的第29届夏季奥运。在本屆奧運開幕式中，他們會繼希臘以後第二名出場。

## 跆拳道
- Barry Mariama Dalanda